# Generazione X (album)
Generazione X è il terzo album in studio del rapper italiano Mondo Marcio, pubblicato il 22 giugno 2007 dalla Virgin Records.

## Descrizione
Il disco è stato prodotto su base commerciale con vari spezzoni di situazioni in aeroporto, in aereo fino alla caduta finale con tanto di esplosione e urla in panico dei passeggeri. Molto curiosa è la bonus track Che senso ha con il ritornello ripreso da una famosa canzone di Anna Oxa. Molto rappresentativa è anche la canzone Notorietà che racconta i risultati delle sue fatiche e della sua esperienza nel mondo della musica. E viene anche confessato il suo "amore" per l'attrice Giorgia Surina.
Mondo Marcio, tuttavia, non appartiene alla Generazione X, essendo nato nel 1986.
Nel disco è inoltre presente il brano Ladro di bambini, inciso in duetto con il rapper italiano Caparezza.

## Tracce
Testi e musiche di Gian Marco Marcello, eccetto dove indicato.
1. All'aeroporto (Skit) – 0:47
2. Generazione X – 4:20
3. A modo mio – 4:19
4. Ladro di bambini (feat. Caparezza) – 4:22 (testo: Gian Marco Marcello, Michele Salvemini)
5. La mia metà – 3:36
6. Notorietà – 3:53
7. Parla per te – 3:36
8. Farai come dico – 3:38
9. Gentili passeggeri... (Skit) – 0:35
10. Ultimo spettacolo – 4:56
11. Bye Bye – 3:47
12. Sembra un fenomeno – 4:21
13. Alza le mani – 2:55
14. Ti sarò affianco – 3:54
15. Ogni città – 4:07
16. La gente sola – 5:26

Tracce bonus nell'edizione CD
1. Non dimenticarti di me – 4:12
2. Non ti ho mai detto – 4:16
3. Donne moderne – 4:12
4. Che senso ha – 3:42

Tracce bonus nell'edizione digitale
1. Tempi moderni – 2:48

## Classifiche
| Classifica (2007) | Posizione massima |
| ----------------- | ----------------- |
| Italia            | 19                |